# Arcis-le-Ponsart
Pour les articles homonymes, voir Arcis et Ponsart.
Arcis-le-Ponsart (prononcé [aʁsi lə pɔ̃saʁ]) est une commune française, située dans le département de la Marne en région Grand Est.

## Géographie

### Localisation
Arcis-le-Ponsart est située dans le nord-ouest du département de la Marne, en région Grand Est. Elle appartient à la région agricole du Tardenois.
La commune s'étend sur une superficie de 1 543 hectares. Sur son territoire, l'altitude varie de 100 à 248 mètres. Le village d'Arcis, au nord, se trouve dans une petite vallée formée par le ruisseau d'Arcis-le-Ponsart. Les lieux-dits de l'Abbaye d'Igny, la Grange et la Vallée de Bois se trouvent dans une vallée distincte, au sud de la commune.
Par la route, Arcis-le-Ponsart se situe à 84 km de Châlons-en-Champagne, préfecture du département, à 32 km de Reims, sous-préfecture, et à 9 km de Fismes, bureau centralisateur du canton de Fismes-Montagne de Reims dont dépend Arcis-le-Ponsart depuis 2015. La commune fait en outre partie du bassin de vie de Fismes.
Arcis-le-Ponsart est limitrophe de 8 communes :
| Mont-sur-Courville | Courville        | Crugny    |
| Dravegny           | Arcis-le-Ponsart | Brouillet |
| Coulonges-Cohan    | Vézilly          | Lagery    |

### Hydrographie

#### Réseau hydrographique
La commune est dans la région hydrographique « la Seine du confluent de l'Oise (inclus) à l'embouchure » au sein du bassin Seine-Normandie. Elle est drainée par le ruisseau d'Arcis-le-Ponsart, le cours d'eau 01 de l'Abbaye d'Igny, le Fossé Ribault et Vallée de Bois,.

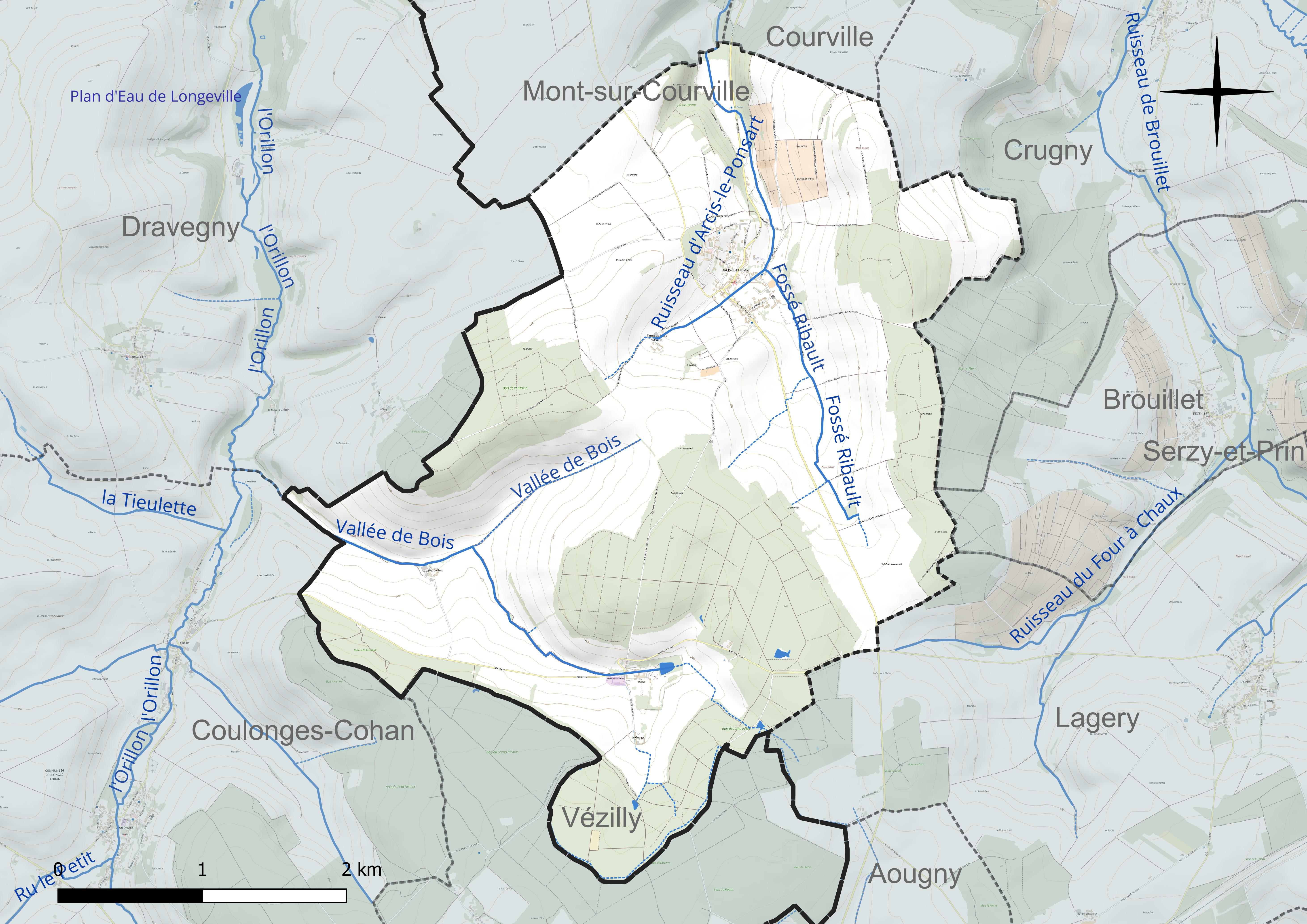
Réseau hydrographique d'Arcis-le-Ponsart.

#### Gestion et qualité des eaux
Le territoire communal est couvert par le schéma d'aménagement et de gestion des eaux (SAGE) « Aisne Vesle Suippe ». Ce document de planification, dont le territoire s’étend sur 3 096 km2 répartis sur trois départements (Aisne, Marne et Ardennes) et deux régions (Champagne-Ardenne et Picardie), a été approuvé le 16 décembre 2013. La structure porteuse de l'élaboration et de la mise en œuvre est le Syndicat d’aménagement des bassins Aisne Vesle Suippe (SIABAVES).
La qualité des cours d’eau peut être consultée sur un site dédié géré par les agences de l’eau et l’Agence française pour la biodiversité.

### Climat
Pour des articles plus généraux, voir Climat du Grand Est et Climat de la Marne.
En 2010, le climat de la commune est de type climat océanique dégradé des plaines du Centre et du Nord, selon une étude du Centre national de la recherche scientifique s'appuyant sur une série de données couvrant la période 1971-2000. En 2020, Météo-France publie une typologie des climats de la France métropolitaine dans laquelle la commune est exposée à un climat océanique altéré et est dans la région climatique Nord-est du bassin Parisien, caractérisée par un ensoleillement médiocre, une pluviométrie moyenne régulièrement répartie au cours de l’année et un hiver froid (3 °C).
Pour la période 1971-2000, la température annuelle moyenne est de 10,5 °C, avec une amplitude thermique annuelle de 15,6 °C. Le cumul annuel moyen de précipitations est de 773 mm, avec 12,7 jours de précipitations en janvier et 8,2 jours en juillet. Pour la période 1991-2020, la température moyenne annuelle observée sur la station météorologique de Météo-France la plus proche, « Chambrecy-Civc », sur la commune de Chambrecy à 11 km à vol d'oiseau, est de 10,7 °C et le cumul annuel moyen de précipitations est de 734,0 mm. 
La température maximale relevée sur cette station est de 40,3 °C, atteinte le 25 juillet 2019 ; la température minimale est de −22,1 °C, atteinte le 17 janvier 1985,,.
Les paramètres climatiques de la commune ont été estimés pour le milieu du siècle (2041-2070) selon différents scénarios d'émission de gaz à effet de serre à partir des nouvelles projections climatiques de référence DRIAS-2020. Ils sont consultables sur un site dédié publié par Météo-France en novembre 2022.

## Urbanisme

### Typologie
Au 1er janvier 2024, Arcis-le-Ponsart est catégorisée commune rurale à habitat dispersé, selon la nouvelle grille communale de densité à sept niveaux définie par l'Insee en 2022.
Elle est située hors unité urbaine. Par ailleurs la commune fait partie de l'aire d'attraction de Reims, dont elle est une commune de la couronne,. Cette aire, qui regroupe 294 communes, est catégorisée dans les aires de 200 000 à moins de 700 000 habitants,.

### Occupation des sols
L'occupation des sols de la commune, telle qu'elle ressort de la base de données européenne d’occupation biophysique des sols Corine Land Cover (CLC), est marquée par l'importance des territoires agricoles (63,9 % en 2018), une proportion sensiblement équivalente à celle de 1990 (63,4 %). La répartition détaillée en 2018 est la suivante : 
terres arables (61,9 %), forêts (34,2 %), zones urbanisées (1,9 %), cultures permanentes (1,7 %), zones agricoles hétérogènes (0,3 %). L'évolution de l’occupation des sols de la commune et de ses infrastructures peut être observée sur les différentes représentations cartographiques du territoire : la carte de Cassini (XVIIIe siècle), la carte d'état-major (1820-1866) et les cartes ou photos aériennes de l'IGN pour la période actuelle (1950 à aujourd'hui).

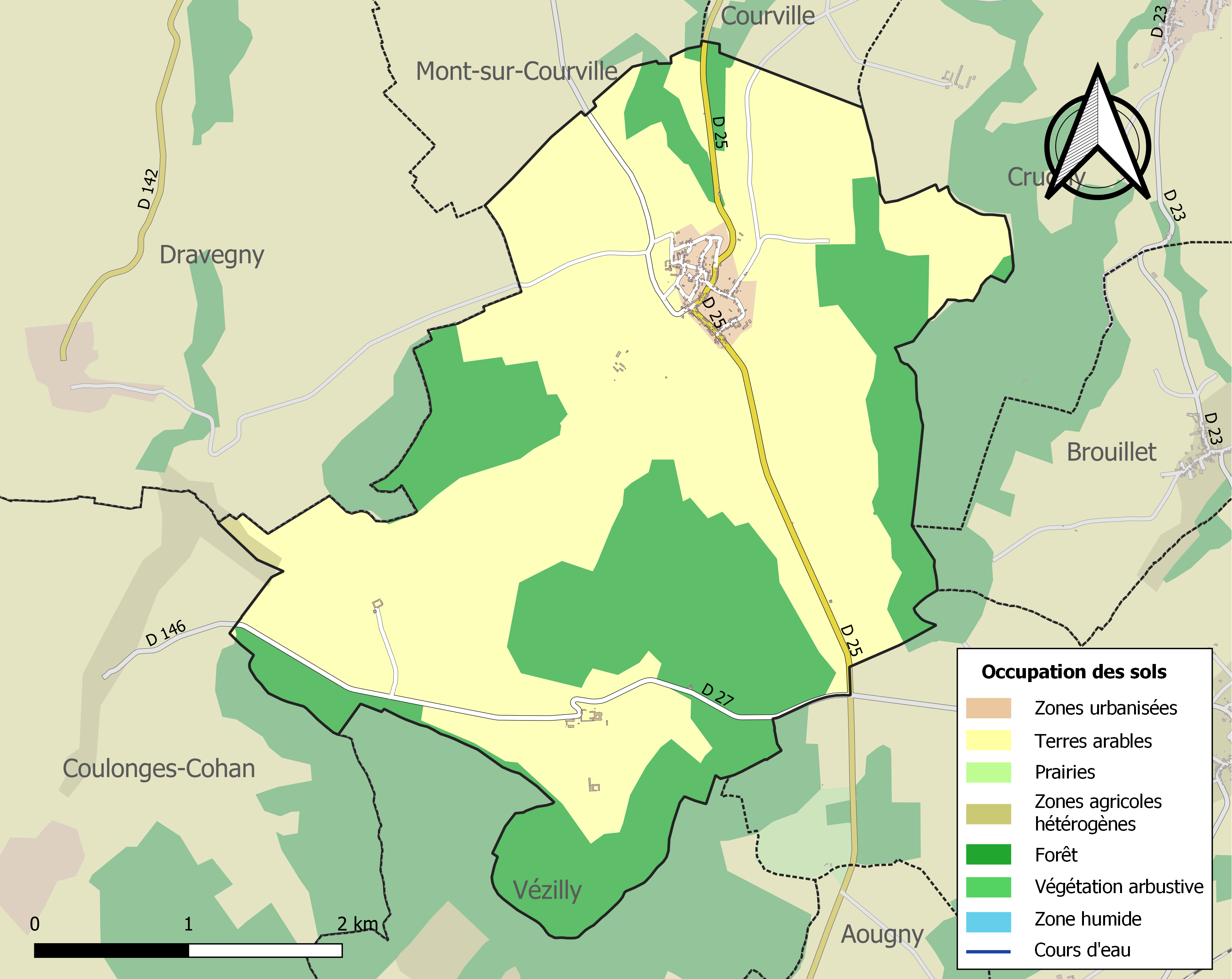
Carte des infrastructures et de l'occupation des sols de la commune en 2018 (CLC).

## Toponymie
Jusqu’au début du XIXe siècle, la commune s’appelait Arcis-le-Poussart ou Pousard.
Le nom « Arcis » viendrait du mot latin arx, signifiant « endroit fortifié », et le surnom « Ponsart » d'un ancien seigneur local, le chevalier Ponsard d'Arcy.

## Histoire
En 1127, Bernard de Clairvaux fonda l'abbaye d'Igny sur les terres que lui avait cédées Ponsard d'Arcy. Aux XIIe et XIIIe siècles, les moines de cette abbaye défrichèrent puis cultivèrent les terrains et forêts alentour.
Les terres d'Arcis-le-Ponsard furent endommagées à de nombreuses reprises par le passage de diverses armées : les troupes anglaises de la Guerre de Cent Ans, celles de Charles Quint, les espagnoles au XVIIe, les révolutionnaires en 1792-1793 et les armées prussienne puis russe en 1814. Pendant la Première Guerre mondiale, un camp militaire y fut installé.
La commune est décorée de la Croix de guerre 1914-1918 le 30 mai 1921.

## Politique et administration

### Intercommunalité
La commune, antérieurement membre de la communauté de communes des Deux Vallées du Canton de Fismes, est membre, depuis le 1er janvier 2014, de la communauté de communes Fismes Ardre et Vesle.
En effet, conformément au schéma départemental de coopération intercommunale de la Marne du 15 décembre 2011, les anciennes communautés de communes CC des Deux Vallées du Canton de Fismes (9 communes) et CC Ardre et Vesle (11 communes) ont fusionné par arrêté préfectoral du 23 mai 2013, afin de former à compter du 1er janvier 2014 la nouvelle communauté de communes Fismes Ardre et Vesle.

### Liste des maires

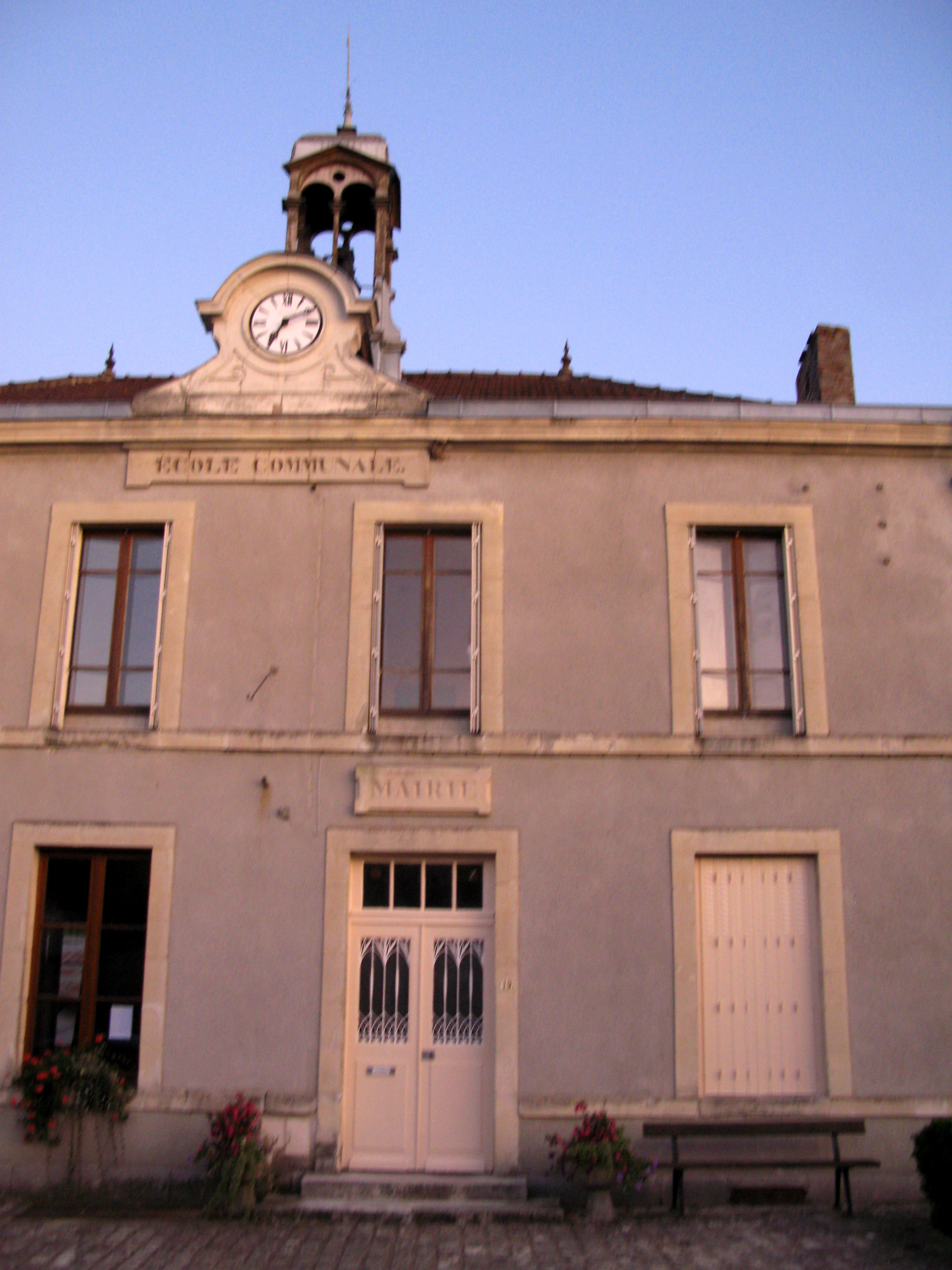
La mairie.

| Période                                  | Période                      | Identité             | Étiquette | Qualité                         |
| ---------------------------------------- | ---------------------------- | -------------------- | --------- | ------------------------------- |
| Les données manquantes sont à compléter. |                              |                      |           |                                 |
| 1843                                     | 1861                         | Étienne Marie Moreau |           | Décédé en fonction              |
| avant 1875                               | 1879                         | Moreau               |           |                                 |
| Les données manquantes sont à compléter. |                              |                      |           |                                 |
| 1989                                     | En cours (au 4 juillet 2014) | Jean-Luc Dubois      |           | Réélu pour le mandat 2014-2020, |

## Population et société

### Démographie
L'évolution du nombre d'habitants est connue à travers les recensements de la population effectués dans la commune depuis 1793. Pour les communes de moins de 10 000 habitants, une enquête de recensement portant sur toute la population est réalisée tous les cinq ans, les populations de référence des années intermédiaires étant quant à elles estimées par interpolation ou extrapolation. Pour la commune, le premier recensement exhaustif entrant dans le cadre du nouveau dispositif a été réalisé en 2005.

En 2022, la commune comptait 287 habitants, en évolution de −8,6 % par rapport à 2016 (Marne : −1,19 %, France hors Mayotte : +2,11 %).
| 1793 | 1800 | 1806 | 1821 | 1831 | 1836 | 1841 | 1846 | 1851 |
| ---- | ---- | ---- | ---- | ---- | ---- | ---- | ---- | ---- |
| 495  | 515  | 567  | 577  | 566  | 593  | 584  | 528  | 551  |

| 1856 | 1861 | 1866 | 1872 | 1876 | 1881 | 1886 | 1891 | 1896 |
| ---- | ---- | ---- | ---- | ---- | ---- | ---- | ---- | ---- |
| 570  | 552  | 542  | 495  | 480  | 471  | 517  | 474  | 478  |

| 1901 | 1906 | 1911 | 1921 | 1926 | 1931 | 1936 | 1946 | 1954 |
| ---- | ---- | ---- | ---- | ---- | ---- | ---- | ---- | ---- |
| 501  | 483  | 404  | 315  | 303  | 294  | 301  | 353  | 353  |

| 1962 | 1968 | 1975 | 1982 | 1990 | 1999 | 2005 | 2006 | 2010 |
| ---- | ---- | ---- | ---- | ---- | ---- | ---- | ---- | ---- |
| 341  | 301  | 247  | 231  | 243  | 261  | 266  | 268  | 271  |

| 2015 | 2020 | 2022 | - | - | - | - | - | - |
| ---- | ---- | ---- | - | - | - | - | - | - |
| 320  | 291  | 287  | - | - | - | - | - | - |

En 1999, Arcis-le-Ponsart comptait 123 logements, dont 64,2 % de résidences principales, 30,1 % de résidences secondaires et 5,7 % de logements vacants.

## Économie
En 2000, la commune comptait 950 hectares de surface agricole utile (soit environ 62 % de sa surface totale), dont 87 % de grandes cultures (blé, maïs, betteraves...).

## Culture locale et patrimoine

### Lieux et monuments
- Le château d'Arcis-le-Ponsart

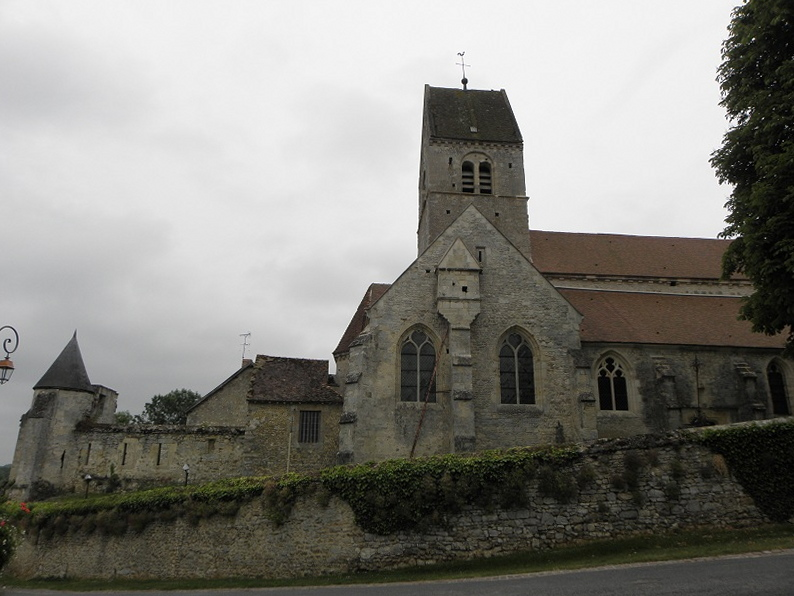
Vue d'ensemble de l'église Notre-Dame.

- Église Notre-Dame : construite au XIIe siècle en style roman, elle s'appuyait initialement sur les murs d'un château féodal aujourd'hui en ruines[20]. Elle fut modifiée aux XIIIe et XVe siècles et classée monument historique le 18 novembre 1919[31].
- Monument aux morts, sur lequel sont gravés 22 noms[32].
- Lavoirs

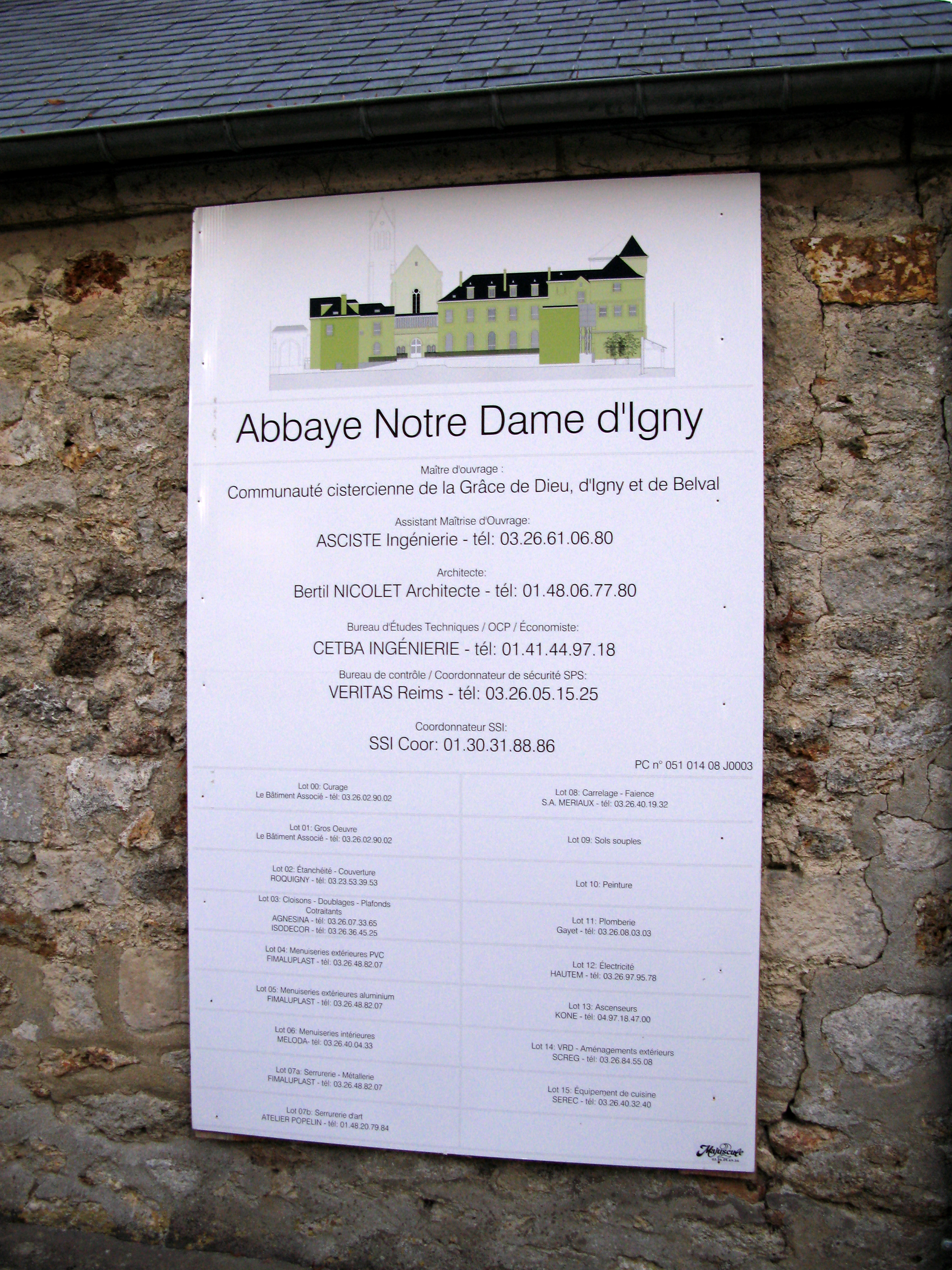
Panneau apposé sur le mur, à l'entrée de l'abbaye.

- Abbaye Notre-Dame d'Igny : l'abbaye est fondée en 1128, par des moines originaires de l'abbaye de Clairvaux envoyés par saint Bernard de Clairvaux. Lieu de pèlerinage, l'abbaye connaît un développement rapide et fonde, en 1135, une abbaye-fille, Notre-Dame de Signy. La Révolution ferme le monastère et disperse les six derniers moines. La vie monastique reprend en 1876, lors du rachat des bâtiments par le diocèse de Reims. Détruite en 1918, l'abbaye est reconstruite en 1929 et occupée par une communauté de moniales de Laval.
- Carrières de Courville.

### Personnalité liée à la commune
- Sophie Manéglier (1803-1892), poétesse.